# Rosemary Shrager's School for Cooks
Rosemary Shrager's School for Cooks, sänds i Sverige som Rosemary Shragers kockskola, var ett matlagningsprogram lett av kocken Rosemary Shrager. Programmet producerades av RDF Media och sändes på ITV i Storbritannien. I Sverige sänds programmet på Kanal 9.

## Format
Varje vecka kom 8 amatörkockar till den ryktbara köksmästaren Rosemary Shragers kockskola. Under veckan delades kockarna in i två lag och gavs tre recept att laga; en förrätt; en varmrätt och en dessert. Varje dag fick en elev lämna programmet, förutom på onsdagar då två elever fick lämna programmet. Därav bestod fredagsfinalen av tre deltagare där vinnaren fick chansen att restaurang med en michelinstjärna. År 2009 meddelade ITV att serien skulle skrotas på grund av låga tittarsiffror. 
Efter serien har Rosemary Shrager släppt en kokbok med de recept som hon presenterade i TV-programmet.

## Säsonger
- Säsong 1 – 30 program, sändes på ITV mellan den 5 november 2007 och den 14 december 2007.
- Säsong 2 – 40 program, sändes på ITV mellan den 27 oktober 2008 och den 19 december 2008.